# Around the Christmas Tree
Around the Christmas Tree – piąty album studyjny amerykańskiego piosenkarza Perry’ego Como wydany w 1953 roku przez wytwórnię RCA Victor. Jest to drugi album piosenkarza z muzyką bożonarodzeniową (pierwszym był Perry Como Sings Merry Christmas Music z 1946 roku).

## Lista utworów
1. „'Twas The Night Before Christmas”
2. „The Twelve Days Of Christmas”
3. „God Rest Ye Merry, Gentlemen”
4. „C-H-R-I-S-T-M-A-S”
5. „Joy To The World!”
6. „Rudolph The Red-Nosed Reindeer”
7. „Frosty The Snow Man”
8. „The Christmas Song (Merry Christmas To You)”